# Кастел'Ајкарди (Парма)
Кастел'Ајкарди је насеље у Италији у округу Парма, региону Емилија-Ромања.
Према процени из 2011. у насељу је живело 147 становника. Насеље се налази на надморској висини од 37 м.